# Josef Schneider (Politiker, 1893)
Josef Schneider (* 4. Februar 1893 in Rottenburg am Neckar; † 31. März 1978 ebenda) war ein deutscher Politiker der CDU.

## Biografie
Schneider besuchte zunächst die Volksschule und das Progymnasium in Rottenburg, später das Gymnasium in Tübingen. Ab 1912 studierte er Rechtswissenschaften an den Universitäten in Tübingen und Berlin. In dieser Zeit schloss er sich den katholischen Studentenverbindungen Alamannia Tübingen und Askania Berlin im KV an.  Während des Ersten Weltkriegs wurde er im Kriegsdienst eingesetzt, danach nahm er sein Studium in Tübingen wieder auf. 1919 legte er dort die erste Staatsprüfung für den höheren Justizdienst ab, die zweite Staatsprüfung folgte 1923 in Stuttgart.
In der Zeit nach 1933 war Schneider als Finanzrat im Bischöflichen Ordinariat der Diözese Rottenburg-Stuttgart tätig. Dabei vertrat er das Ordinariat bei Steuerprozessen, die auf Enteignung von Kirchenbesitz abzielten.
In der Zeit von 1933 bis 1945 wurde Schneider aufgrund seiner Einstellungen mehrfach politisch verfolgt, weswegen er Rottenburg zeitweise verlassen musste. 1945 konnte er einem Arbeitslosen und dessen jüdischer Ehefrau bei der Flucht helfen, nachdem er ihnen mit Lebensmittelmarken aushalf und sie bei sich zu Hause aufnahm.

## Politik
1923 wurde Schneider, damals noch parteilos, zum Bürgermeister von Rottenburg ernannt. Von diesem Amt trat er am 16. Juni 1933 zurück, um einer Absetzung durch die NS-Behörden sowie einer Inhaftierung zu entkommen. Kurz zuvor veröffentlichte er in der Rottenburger Zeitung ein „Ergebenheitstelegramm“ an den abgesetzten württembergischen Staatspräsidenten Eugen Bolz, welcher ebenfalls aus Rottenburg stammte.
Nach dem Krieg beteiligte er sich an der Gründung des Ortsverbandes der CDU in Rottenburg. Dort wurde er 1947 erneut zum Bürgermeister ernannt. Dieses Amt übte er zwei Jahre lang aus. Daneben gehörte er auch dem Stadtrat und dem Kreistag des Landkreises Tübingen an.
1946 wurde er in die Beratende Landesversammlung des Landes Württemberg-Hohenzollern berufen. Im Jahr darauf wurde er in den Landtag für Württemberg-Hohenzollern gewählt, dem er bis zur Auflösung des Landes Württemberg-Hohenzollern 1952 angehörte.

## Ehrungen
Nach seinem Ausscheiden aus dem Bürgermeisteramt wurde Schneider 1949 zum Ehrenbürger von Rottenburg ernannt. Daneben wurde ihm das Bundesverdienstkreuz 1. Klasse verliehen.